# Tetrastes
Tetrastes är ett släkte i familjen fasanfåglar inom ordningen hönsfåglar. Släktet omfattar två arter som förekommer i Europa och norra Asien österut till östra Sibirien, Japan och centrala Kina:
- Järpe (T. bonasia)
- Kinesisk järpe (T. sewerzowi)

Ytterligare en art, Tetrastes daliannsis, är känd från sen pleistocen.
Tidigare inkluderades det i Bonasa och vissa gör det fortfarande.